# Jüdischer Friedhof (Friedberg, Ockstädter Straße Nord)

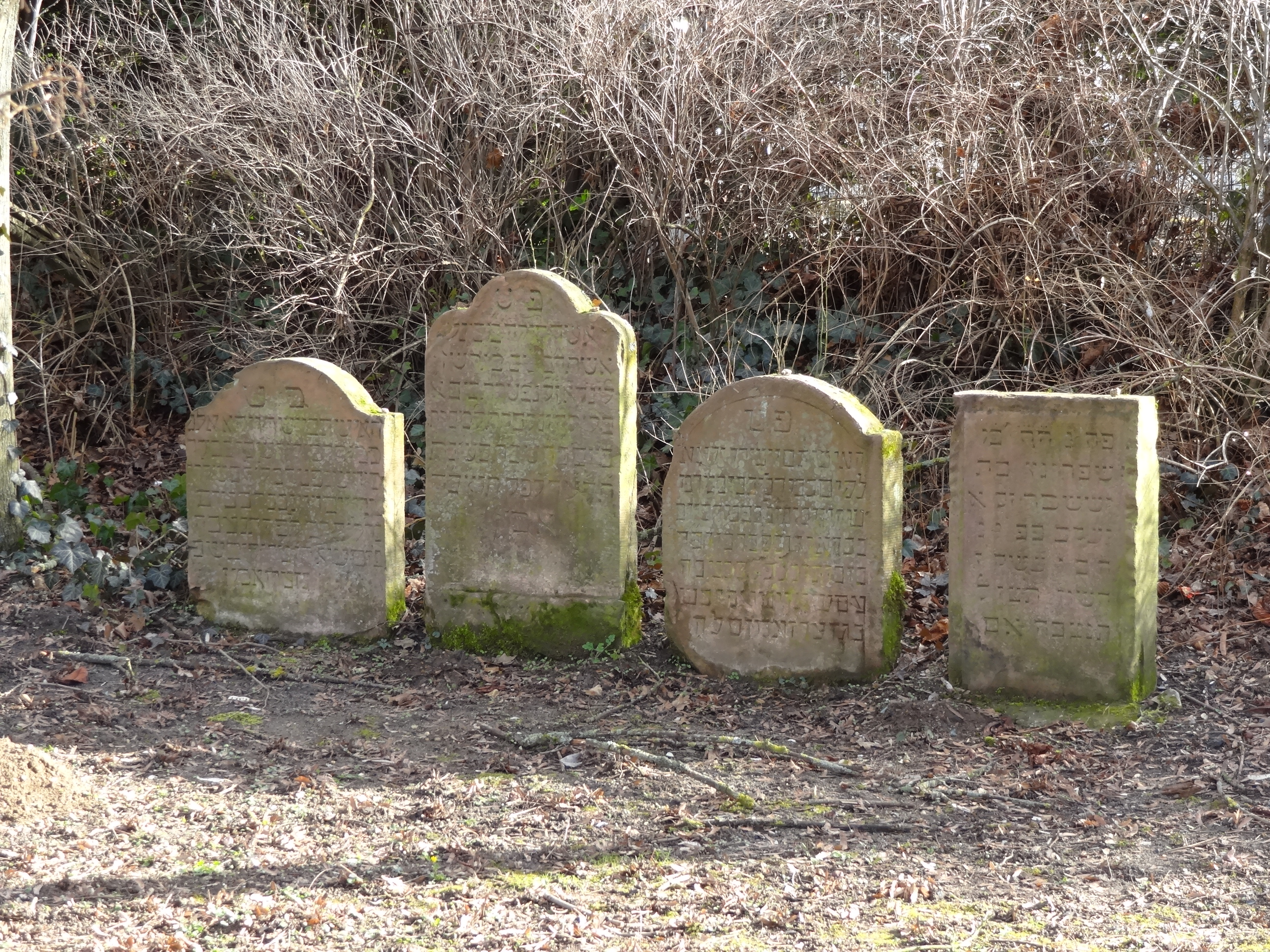
Jüdischer Friedhof Friedberg, Ockstädter Straße Nord (2015)

Der Jüdische Friedhof Friedberg, Ockstädter Straße Nord ist ein Friedhof in der Stadt Friedberg im Wetteraukreis in Hessen. Auf dem jüdischen Friedhof, der nördlich der Ockstädter Straße liegt, sind vier Grabsteine erhalten.